# Dani Bondarv
Dani Bondarv, né Dmitry Bondarev (né le 7 mars 1987 en URSS), est un footballeur israélien jouant en Israël.

## Biographie
Né en URSS sous le nom de Dmitry Bondarev, il commence à jouer au football professionnel en 2006 avec le Hapoël Tel-Aviv, il joua pour cette équipe jusqu'en 2009 où il se joint au Hapoël Ironi Kiryat Shmona où il resta moins d'une année avant de revenir avec son équipe d'origine, le Hapoël Tel-Aviv, il y joue toujours.